# Full House (televisieserie)
Full House is een Amerikaanse komische televisieserie, die van 1987 tot 1995 door ABC werd uitgezonden. In Nederland werd de serie door RTL 4 en later door Veronica en diens opvolger Yorin uitgezonden. In latere jaren heeft SBS6 de serie herhaald. In België werd de serie al door meerdere zenders uitgezonden, zoals VT4 en VijfTV.
Vanaf februari 2016 wordt er op Netflix gestart met de uitzendingen van een sequel op de serie, genaamd Fuller House, waarvan tot op heden 4 seizoenen zijn gemaakt. Het derde seizoen is sinds oktober 2017 ook op Netflix te zien en het vierde zou op 14 december 2018 verschijnen.
Ook zijn de 8 seizoenen die van 1987 tot 1995 uitgezonden zijn, sinds mei 2016 te zien op Nederlandse Netflix.

## Verhaal
Full House gaat over Danny Tanner, een alleenstaande vader van drie meisjes: Donna Jo "D.J.", Stephanie Judith Tanner en Michelle Elisabeth Tanner. Danny is een sportverslaggever en krijgt hulp van zijn beste vriend en komiek in wording, Joseph "Joey" Gladstone en zwager Jesse Katsopolis om de kinderen op te voeden. Danny's vrouw Pam (de zus van Jesse) is overleden en ze hadden het er allemaal zwaar mee.
Toch gaat het leven door en de meisjes groeien op in een gelukkig gezin. Jesse trouwt met Rebecca Donaldson, de co-gastvrouw van Danny's praatprogramma Wake Up San Francisco . Ze krijgen een tweeling, Alexander "Alex" en Nicholas "Nicky" Katsopolis. Ook de meisjes ontwikkelen zich en komen in de puberteit. Dj ontmoet Steve haar vriendje in Spanje op een ontwikkelingsreis, Steve eet om de 5 minuten iets.

## Rolverdeling
- Daniel Ernest "Danny" Tanner - Bob Saget (1987-1995)
- Jesse "Jess" Katsopolis - John Stamos (1987-1995)
- Joseph Alvin "Joey" Gladstone - Dave Coulier (1987-1995)
- Donna Jo "D.J." Margaret Tanner - Candace Cameron Bure (1987-1995)
- Stephanie Judith Tanner - Jodie Sweetin (1987-1995)
- Michelle Elizabeth Tanner - Mary-Kate Olsen en Ashley Olsen (1987-1995)
- Rebecca "Becky" Donaldson Katsopolis - Lori Loughlin (1988-1995)
- Kimmy Gibbler - Andrea Barber (1987-1995)
- Nicholas "Nicky" Katsopolis (#1) - Daniel Renteria (1991-1992)
- Alexander "Alex" Katsopolis (#1) - Kevin Renteria (1991-1992)
- Nicholas "Nicky" Katsopolis (#2) - Blake Tuomy-Wilhoit (1992-1995)
- Alexander "Alex" Katsopolis (#2) - Dylan Tuomy-Wilhoit (1992-1995)

## Rollen
'D.J.De oudste dochter is Donna Jo Margaret “D.J.” Tanner. Tijdens de serie is ze tussen de tien en achttien jaar oud. Ze is een typische puber met alledaagse problemen en ze is het niet altijd eens met de regels die haar vader voor haar opstelt. Ze overtreedt ze dan ook regelmatig, maar leert dan vanzelf haar lesje. De beste vriendin van D.J. is Kimmy Gibbler. Zij is het buurmeisje van de familie Tanner en verschijnt regelmatig op het toneel. Kimmy staat bekend om haar aparte kledingstijl en haar wilde karakter. In latere seizoenen heeft D.J. een vaste vriend, Steve Hale, die ze tijdens een vakantie naar Spanje leert kennen.
StephanieDe middelste dochter is Stephanie Judith Tanner. Tijdens de serie is ze tussen de vijf en dertien jaar oud. Stephanie staat bekend om haar energieke karakter en ze praat graag. Haar favoriete zinnetje is “How rude!”. Ze heeft het er vaak moeilijk mee om de middelste dochter te zijn en in de latere seizoenen wil ze nog weleens onbezonnen dingen doen. Zo laat ze haar oren piercen zonder toestemming en gaat ze joyriden in de auto van Joey. Toch is ze altijd erg beleefd en schuldbewust.
MichelleDe jongste dochter in de familie Tanner is Michelle Elizabeth Tanner. Tijdens de serie is ze tussen de één en acht jaar oud. Ze heeft een sterke band met Jesse en is een erg lief en schattig kind, maar af en toe ook erg ondeugend. Haar favoriete zinnen waren: "You've got it dude! Oh nuts! No way, José! Oh please!" Haar rol werd door twee meisjes gespeeld, namelijk door de tweeling Mary-Kate en Ashley Olsen. Dit had te maken met de wetgeving op het gebied van werkuren voor kinderen. Het was eerst de bedoeling dat het publiek hier niet achter zou komen, maar de tweeling werd dankzij de serie enorm populair.

## Afleveringen
- Jesse Katsopolis (192 afleveringen + 1 pilot, 1987-1995)
- Joseph 'Joey' Gladstone (192 afleveringen + 1 pilot, 1987-1995)
- Donna Jo 'DJ' Margaret Tanner (191 afleveringen + 1 pilot, 1987-1995)
- Stephanie 'Steph' Judith Tanner (192 afleveringen + 1 pilot, 1987-1995)
- Danny Tanner (192 afleveringen, 1987-1995)
- Michelle Elizabeth Tanner (174 afleveringen + 1 pilot, 1987-1995)
- Rebecca 'Becky' Katsopolis (153 afleveringen, 1988-1995)
- Kimberly 'Kimmy' Gibbler (113 afleveringen, 1987-1995)

## Spin-off
Op 20 april 2015 verscheen Stamos bij Jimmy Kimmel Live waar bij bevestigde dat er een spin-off, Fuller House, wordt gemaakt. De bedoeling was dat de serie ergens in 2016 zijn première beleefde op Netflix die dertien afleveringen bestelde. De serie zal zich richten op dierenarts DJ Tanner die onlangs weduwe is geworden en 3 kinderen heeft, haar zus Stephanie, die net als haar oom Jesse muzikant is geworden, en Kimmy, die moeder is van een tienermeisje. In 2019 verscheen het vijfde seizoen en zijn er 75 afleveringen gemaakt.